# Алиссон Масиэл
Алиссон Масиэл да Сильва Жоаким (порт. Alisson Maciel da Silva Joaquim; род. 23 апреля 2001, Галиньюс, Риу-Гранди-ду-Норти) — бразильский игрок в пляжный футбол. Выступает за сборную Бразилии. Участник двух чемпионатов мира по пляжному футболу.

## Биография
В 2019 году стал лучшим бомбардиром и лучшим игроком Кубка Бразилии до 20 лет. На клубном уровне играл за «Сампайо Корреа» и «Виторию». За рубежом отметился появлением в составе «Террачины» в чемпионате Италии 2021 года. В марте 2023 года присоединился к бразильскому «Аваи».
В составе сборной Бразилии до 20 лет стал финалистом Южноамериканской лиги 2019 года. Первым крупным турниром Алиссона Масиэла в футболке сборной Бразилии по пляжному футболу стал чемпионат мира 2021 года в России. Участник мундиаля 2024 года в ОАЭ.
По состоянию на февраль 2024 года провёл за сборную Бразилии 24 матча и забил 8 голов.

## Достижения
Сборная Бразилии
- Победитель Южноамериканских пляжных игр: 2023
- Обладатель Кубка Неома: 2022
- Победитель Южноамериканской лиги: 2019
- Финалист Межконтинентального кубка: 2022

На клубном уровне
- Победитель Кубка Либертадорес: 2018 (с «Виторией»)
- Обладатель Кубок Бразилии: 2018 (с «Виторией»)
- Серебряный призёр чемпионата Италии: 2021 (с «Террачиной»)
- Лучший бомбардир чемпионата Италии 2021 (с «Террачиной»)
- Чемпион Бразилии: 2022 (с «Сампайо Корреа»)
- Серебряный призёр чемпионата Бразилии: 2020 (с «Сампайо Корреа»)
- Лучший бомбардир Кубка чемпионов мира: 2023 (с «Пафосом»)[4]